# Pontonides
Pontonides är ett släkte av kräftdjur. Pontonides ingår i familjen Palaemonidae.
Kladogram enligt Catalogue of Life:
| Pontonides | \| \| Pontonides maldivensis \| \| \| \| \| \| Pontonides sympathes \| \| \| \| \| \| Pontonides unciger \| \| \| \| |
|            | \| \| Pontonides maldivensis \| \| \| \| \| \| Pontonides sympathes \| \| \| \| \| \| Pontonides unciger \| \| \| \| |
|            | Pontonides maldivensis                                                                                               |
|            | |
|            | Pontonides sympathes                                                                                                 |
|            | |
|            | Pontonides unciger                                                                                                   |
|            | |